# Jistebnice (tvrz)
Tvrz Jistebnice je středověké panské sídlo nacházející se poblíž města Jistebnice, vystavěné ve 13. století. Od roku 1958 patří mezi kulturní památky.

## Popis
Tvrz se nachází na jihovýchodním okraji obce Jistebnice. Stavba tvrze je jednopatrová s dvěma půlválcovými baštami na koncích. Na západě areálu tvrze stojí další bašta a přistup do tvrze. Na severní straně hradeb byly v 18. století přistavěny sýpky. Celá tvrz, její ohradní zeď i tři bašty jsou v zanedbaném stavu, dochází k zatékání do prostorů a zdivo je silně narušené.

## Historie
Tvrz byla založena ve 13. století pány z Rožmberka. Měla sloužit jako sídlo jistebnického purkrabího. V 15. století zde byly vystavěny bašty. V roce 1480 je již tvrz v držení vladyků Kozských z Kozího. Po smrti Mikuláše Kozského v roce 1523 tvrz zdědil Kuneš Bohdanecký z Hodkova a na Žlebích a Volf Házl z Nové Vsi na Slavětíně. Kolem roku 1536 byla tvrz prodána městu Tábor. V roce 1547 byla zkonfiskovaná a o rok později ji získal hrabě z Gutštejna. Brzy poté v roce 1549 byla znovu prodána Ladislavu z Lobkowicz. Roku 1638 byla část tvrze zbořena a zpustla. Koncem 17. století byla však obnovena a byl zde zřízen pivovar. Roku 1829 ji Lobkowiczové s celým jistebnickým panstvím prodali Janu Nádhernému. Později však tvrz znovu zpustla a dnes se nachází v havarijním stavu.